# وين بينوك
وين بينوك (من مواليد 24 أكتوبر 2000) هو لاعب ألعاب قوى جامايكي متخصص في رياضة القفز الطويل، تم اختياره كجزء من الفريق الجامايكي لدورة الألعاب الأولمبية الصيفية 2024 في باريس، وفاز بالميدالية الفضية في القفز الطويل ضمن الألعاب الأولمبية الصيفية 2024 بقفزة بلغت 8.36 مترًا، أيضا سبق له الفوز بالميدالية الفضية في بطولة العالم 2023.